# Účetní uzávěrka
Účetní uzávěrka je vyvrcholení účetních prací za celé účetní období v účetní jednotce. Před sestavením účetní závěrky je třeba k poslednímu dni účetního období uzavřít účetní knihy.
Postup prací při uzavírání účetních knih lze rozdělit do dvou etap:
- 1. Přípravné práce
  - inventarizace
  - zaúčtování účetních operací na konci účetního období

- 2. Vlastní uzávěrka účetních knih
  - zjištění hospodářského výsledku před zdaněním
  - výpočet základu daně z příjmů a zaúčtování daňové povinnosti
  - uzavření všech účtů

## Přípravné práce

### Inventarizace
Inventarizace je nástrojem věcné kontroly účetnictví. Pomocí inventarizace se ověřuje, zda údaje na účtech v účetnictví odpovídají skutečnosti. Probíhá ve čtyřech krocích:
- zjištění skutečného stavu majetku a závazků pomocí inventur a vyhotovení inventurních soupisů,
- porovnání skutečného stavu s účetním stavem a vyčíslení případných inventarizačních rozdílů,
- vypořádání a zaúčtování inventarizačních rozdílů v období, ve kterém byly zjištěny,
- posouzení ocenění majetku účetnictví v porovnání s tržní cenou a zhodnocení (zda jde o trvalé či přechodné snížení ceny majetku).

### Zaúčtování účetních operací na konci účetního období
Na konci účetního období je třeba kromě inventarizačních rozdílů zaúčtovat další účetní případy, které se týkají např. dohadných položek aktivních či pasivních, materiálu a zboží na cestě, převodu počátečního a konečného stavu zásob při evidenci zásob způsobem B, opravných položek k majetku, kurzových rozdílů ve valutové pokladně, na devizovém účtu a u neuhrazených devizových pohledávek a závazků k 31. 12. toho roku, časového rozlišení nákladů a výnosu, tvorby rezerv.

## Vlastní uzávěrka účetních knih

### Zjištění hospodářského výsledku před zdaněním
Hospodářský výsledek je důležitý kvalitativní ukazatel umožňující posoudit hospodaření účetní jednotky. Zjišťuje se porovnáním nákladů vynaložených na provedení konkrétních výkonů a výnosů za tyto výkony. V závislosti na výši nákladů a výnosů může mít charakter zisku nebo ztráty.
Na hospodářský výsledek účetní jednotky je třeba specifikovat dvojí pohled, a to:
- 1. hospodářský výsledek před zdaněním (tzv. hrubý účetní zisk)
- 2. hospodářský výsledek po zdanění (tzv. disponibilní zisk) - vypočítá se, když od hrubého účetního zisku se odečte daň z příjmů (podrobněji o výpočtu a zaúčtování daně z příjmů v další části)

Účetní hospodářský výsledek (hrubý účetní zisk) se zjišťuje ve struktuře:
- a) provozní - porovnáním obratů účtů účtových skupin 50 až 55 a 60 až 64
- b) finanční - porovnáním obratů účtů účtových skupin 56, 57 a 66
- c) mimořádný - porovnáním obratů účtů účtové skupiny 58 a 68

Součet provozního a finančního výsledku se nazývá hospodářský výsledek z běžné činnosti (ve Výkazu zisku a ztráty se uvádí v čisté výši, tj. po zdanění). Účetní hospodářský výsledek se zjišťuje na účtu 710 - Účet zisků a ztrát, kam se na konci účetního období převedou obraty nákladových a výnosových účtů .

### Výpočet základu daně z příjmů a zaúčtování daňové povinnosti
Má-li hospodářský výsledek zjištěný v účetnictví pravdivě zobrazovat hospodaření účetní jednotky, musí se tento výsledek zjistit ze všech nákladů a výnosů, které v účetní jednotce vznikly, bez ohledu na to, zda to daňové předpisy umožňují či nikoliv. Z toho vyplývá, že daňový základ (daňový zisk) nelze zjistit z účetních údajů přímo.
Pro potřeby výpočtu daňového základu je třeba hrubý účetní zisk upravit o:
- částky, které nelze podle Zákona o daních z příjmů uznat za náklad vynaložený na dosažení, zajištění a udržení příjmů (jedná se zejména o položky uvedené v § 25 ZDP)
- částky, které jsou do nákladů zahrnuty v nesprávné výši
- o veškeré částky neoprávněně zkracující výnosy
- o příjmy zdaněné srážkou u zdroje (například u dividend)

Základní sazba daně z příjmu právnických osob stanoví zákon. Vypočtená daň z příjmů se zaúčtuje na vrub nákladového účtu 591 se souvztažným zápisem ve prospěch účtu 341.

### Uzavření všech účtů
Po zaúčtování všech účetních případů (včetně uzávěrkových) do účetního období následuje uzavírání účetních knih k 31. 12. toho roku - roční účetní uzávěrka. Roční účetní uzávěrkou se rozumí:
- a) zjištění obratů stran Má dáti a Dal jednotlivých syntetických účtů
- b) zjištění konečných stavů aktivních a pasivních účtů a uzavření každého účtu, tj. zapsání konečného stavu na slabší stranu účtu a jeho převod podvojným zápisem na závěrkový účet 702
- c) zjištění konečných stavů nákladových a výnosových účtů a jejich účetní převod na závěrkový účet 710. Zde se zjistí hospodářský výsledek členěný na provozní, finanční a mimořádný
- d) zjištění celkového hospodářského výsledku za účetní období na účtu 710 formou rozdílu celkových nákladů a celkových výnosů a jeho převod podvojným zápisem na účet 702. Zde je hospodářský výsledek uveden jako rozdílová veličina, bez čísla účtu.